# Marathon van Berlijn 2010

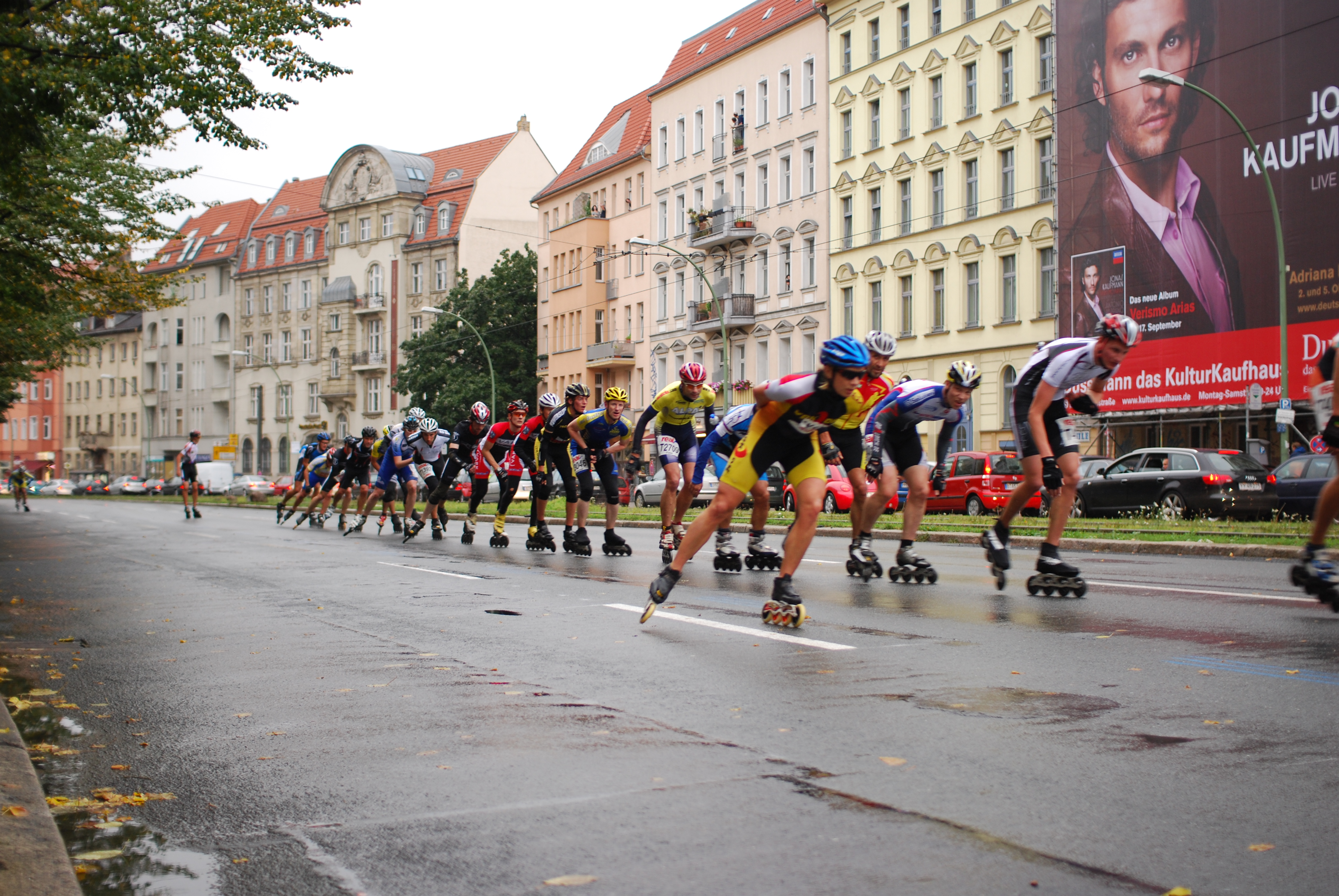
Rolschaatsers tijdens de Marathon van Berlijn 2010.

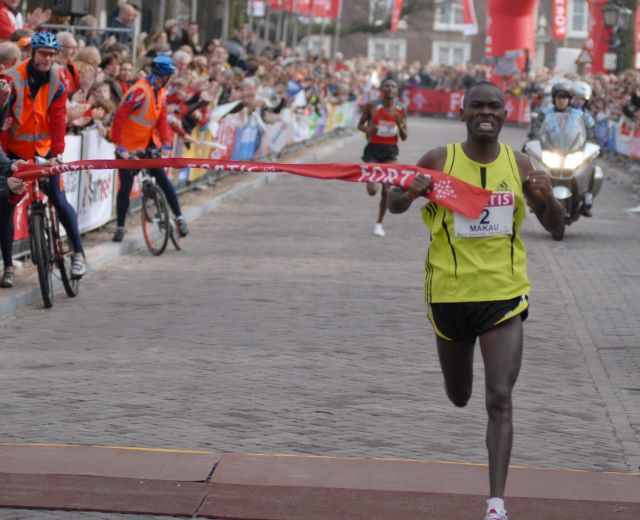
Patrick Makau als eerste over de finish.

De marathon van Berlijn 2010 vond plaats op zondag 26 september 2010.
De Keniaan Patrick Makau Musyoki won de wedstrijd bij de mannen in een tijd van 2:05.08, de vijfde snelste tijd die ooit in Berlijn werd gerealiseerd. Bij de vrouwen ging de overwinning naar Ethiopië: hier was Aberu Kebede de snelste in 2:23.58.
In totaal finishten er 33.625 marathonlopers, waarvan 26.410 mannen en 7215 vrouwen.

## Uitslagen

### Mannen
| rang   | naam                     | land | tijd    |
| ------ | ------------------------ | ---- | ------- |
| Goud   | Patrick Makau            | KEN  | 2:05.08 |
| Zilver | Geoffrey Mutai           | KEN  | 2:05.10 |
| Brons  | Bazu Worku               | ETH  | 2:05.25 |
| 4      | Yemane Tsegay            | ETH  | 2:07.52 |
| 5      | Eliud Kiptanui           | KEN  | 2:08.05 |
| 6      | Bernard Kipyego          | KEN  | 2:08.50 |
| 7      | Tadesse Abraham          | ERI  | 2:09.24 |
| 8      | Gilbert Yegon            | KEN  | 2:10.34 |
| 9      | Masakazu Fujiwara        | JPN  | 2:12.00 |
| 10     | Ser-Od Bat-Ochir         | MGL  | 2:12.42 |
| 11     | Jose-Carlos Hernandez    | ESP  | 2:13.46 |
| 12     | Tabor Mengistu           | ETH  | 2:15.13 |
| 13     | Jaime Leiva              | ESP  | 2:15.28 |
| 14     | Eshetu Wendimu           | ETH  | 2:15.36 |
| 15     | Mikhail Lemayev          | RUS  | 2:15.43 |
| 16     | Mikkel Kleis             | DEN  | 2:19.33 |
| 17     | Sergio-Celestino Dasilva | BRA  | 2:19.38 |
| 18     | Sammy Korir              | KEN  | 2:19.55 |
| 20     | Alex Crabill             | USA  | 2:20.40 |
| 21     | Richard Friedrich        | GER  | 2:20.43 |
| 22     | Akinori Shibutani        | JPN  | 2:22.09 |

### Vrouwen
| rang   | naam                       | land | tijd    |
| ------ | -------------------------- | ---- | ------- |
| Goud   | Aberu Kebede               | ETH  | 2:23.58 |
| Zilver | Bezunesh Bekele            | ETH  | 2:24.58 |
| Brons  | Tomo Morimoto              | JPN  | 2:26.10 |
| 4      | Sabrina Mockenhaupt        | GER  | 2:26.21 |
| 5      | Elena Burkovska            | UKR  | 2:28.31 |
| 6      | Adriana Nelson             | ROU  | 2:30.15 |
| 7      | Adriana-Cristina Aparecida | BRA  | 2:32.30 |
| 8      | Tanith Maxwell             | RSA  | 2:32.33 |
| 9      | Lisa-Christina Nemec       | CRO  | 2:33.42 |
| 10     | Agnieszka Gortel           | POL  | 2:34.47 |
| 11     | Ivana Iozzia               | ITA  | 2:39.29 |
| 12     | Anja Schnabel              | GER  | 2:41.41 |
| 13     | Daniela-Elena Cirlan       | ROU  | 2:42.34 |
| 14     | Gabriela Traña             | CRC  | 2:43.47 |
| 15     | Leena Puotiniemi           | FIN  | 2:44.55 |
| 17     | Shu-Ping Wong              | HKG  | 2:53.01 |
| 22     | Michaela Mccallum          | ENG  | 2:56.26 |
| 23     | Sui-Ping Fan               | HKG  | 2:56.41 |

1974 ·
1975 ·
1976 ·
1977 ·
1978 ·
1979 ·
1980 ·
1981 ·
1982 ·
1983 ·
1984 ·
1985 ·
1986 ·
1987 ·
1988 ·
1989 ·
1990 ·
1991 ·
1992 ·
1993 ·
1994 ·
1995 ·
1996 ·
1997 ·
1998 ·
1999 ·
2000 ·
2001 ·
2002 ·
2003 ·
2004 ·
2005 ·
2006 ·
2007 ·
2008 ·
2009 ·
2010 ·
2011 ·
2012 ·
2013 ·
2014 ·
2015 ·
2016 ·
2017 ·
2018